# Parafia Morehouse
Parafia Morehouse (ang. Morehouse Parish) – parafia cywilna w stanie Luizjana w Stanach Zjednoczonych. Obszar całkowity parafii obejmuje powierzchnię 806,08 mil2 (2 087,76 km²). Według danych z 2010 r. parafia miała 27 979 mieszkańców. Parafia powstała w 1844 roku.

## Sąsiednie parafie / hrabstwa
- Hrabstwo Ashley (Arkansas) (północ)
- Hrabstwo Chicot (Arkansas) (północny wschód)
- Parafia West Carroll (wschód)
- Parafia Richland (południe)
- Parafia Ouachita (południowy zachód)
- Parafia Union (zachód)
- Hrabstwo Union (Arkansas) (północny zachód)

## Miasta
- Bastrop

## Wioski
- Bonita
- Collinston
- Mer Rouge
- Oak Ridge